# Nowruz (Zeitschrift)
Die  persischsprachige Zeitschrift Nowruz (persisch نوروز, DMG Naurūz, ‚„Neuer Tag“ bzw. „Neujahr“‘) erschien von 1903 bis 1904 in Teheran. In einem einzigen Jahrgang wurden wöchentlich insgesamt 48 Ausgaben publiziert. Der inhaltliche Fokus der Zeitschrift lag insbesondere auf wissenschaftlichen Artikeln und auch bei den Themen Bildung und Ausbildung im Iran.